# Martin Raetz
Martin Heinrich Paul Raetz (* 10. Oktober 1890 in Eldena; † unbekannt) war ein deutscher Politiker (KPD). Er war Mitglied des Landtages des Freistaates Mecklenburg-Strelitz.

## Leben
Der aus Altona in Eldena stammende Raetz war von Beruf Musiker. Er trat 1917 der SPD bei, wurde später Mitglied des Spartakusbundes und 1919 Mitglied der KPD. Er war einige Zeit Vorsitzender der Ortsgruppen der KPD, der Roten Hilfe und des Rotfrontkämpferbundes in Neubrandenburg sowie Stadtverordneter. Er gehörte zudem der KPD-Bezirksleitung Mecklenburg an. Von 1923 bis 1927 war Raetz Abgeordneter der KPD im Landtag des Freistaates Mecklenburg-Strelitz. Ende der 1920er-Jahre zog er nach Magdeburg und wirkte dort ehrenamtlich im Bund der Freunde der Sowjetunion. Zumindest um 1939 lebte er im Magdeburger Stadtteil Alte Neustadt in der Sieverstorstraße 2.
Während der NS-Diktatur stellte Raetz – nach eigenen Angaben zum Schein – einen Antrag auf Mitgliedschaft in der SS. Raetz hatte verschiedene Engagements als Musiker, unter anderem an Kurorchestern. Wegen der Unterstützung von Zwangsarbeitern wurde er im August 1944 verhaftet und anschließend zum Kriegsdienst bei der Wehrmacht eingezogen. Er geriet in britische Kriegsgefangenschaft.
Nach seiner Entlassung kehrte er nach Mecklenburg zurück und wurde 1946 Mitglied der SED. Er arbeitete zunächst in der Provinzialverwaltung Mecklenburg. Später wirkte Raetz als Kreissekretär der Volkssolidarität in Neubrandenburg. Im März 1947 wurde er – wahrscheinlich aufgrund seiner Vergangenheit in der NS-Zeit – aus der SED ausgeschlossen. 1951 wurde ihm auch der Status als Verfolgter des Naziregimes aberkannt.